# Sexi Dance
«Sexi Dance» —en español, «Baile Sexy»— es una canción dance con toques deep y house, interpretada por la cantante mexicana Paulina Rubio e incluida originalmente en su quinto álbum de estudio, Paulina (2000). Fabio Alonso «Estéfano» Salgado compuso el tema, y lo produjo Marcello Azevedo. La letra versa el principio y fin de una relación sexual, describiendo a lo que refiere la lírica, sexo ocasional. Entre junio y julio de 2001, Universal Music Group lo lanzó en América como sexto sencillo del álbum.

## Listas de popularidad
| América        |                                |          |
| País           | Lista                          | Posición |
| Estados Unidos | Billboard Hot Latin Tracks     | 20       |
| México         | Notitas Musicales              | 4        |
| Mundial        |                                |          |
| País           | Lista                          | Posición |
| Mundo          | Top 30 Hip Hop, House & Reggae | 16       |